# Karel Koldovský
Karel Koldovský, född 10 juni 1898 i Vysoké nad Jizerou i Böhmen, död 29 april 1943, var en tjeckoslovakisk backhoppare. Han deltog i olympiska vinterspelen 1924 i Chamonix, där han slutade på 20:e plats i backhoppningen.